# Élections législatives de 1951 dans les établissements français en Inde
Les élections législatives françaises de 1951 se tiennent le 17 juin. Ce sont les deuxièmes élections législatives de la Quatrième République.

## Mode de scrutin
Le mode d'élection choisit pour ce département est le scrutin uninominal à un tour.
Dans le territoire des Établissements français dans l'Inde, un seul député est à élire.

## Élus
| Député sortant   | Parti | Parti | Député élu ou réélu | Parti | Parti |
| ---------------- | ----- | ----- | ------------------- | ----- | ----- |
| Lambert Saravane |       | IOM   | Édouard Goubert     |       | UDSR  |

## Résultats

### Résultats à l'échelle du département
|          | UDSR                     | Édouard Goubert    | 90 053  | 99,34  |  |  |
|          | Indépendants d'Outre-mer | Maurice Gaudart    | 317     | 0,35   |  |  |
|          | IOM                      | Lambert Saravane * | 149     | 0,16   |  |  |
|          | RPF                      | Mr Moreteau        | 98      | 0,11   |  |  |
|          | Républicains             | André Gaebelé      | 24      | 0,03   |  |  |
|          | Indépendant              | Marcel Clairon     | 3       | 0,00   |  |  |
|          | Indépendant              | Alfred Peyré       | 3       | 0,00   |  |  |
|          |                          |                    |         |        |  |  |
| Inscrits | Inscrits                 | Inscrits           | 104 405 | 100,00 |  |  |
| Votants  | Votants                  | Votants            | 90 667  | 86,84  |  |  |
| Exprimés | Exprimés                 | Exprimés           | 90 656  | 99,99  |  |  |